# Championnats d'Europe de patinage artistique 1984
Navigation
Édition précédente Édition suivante
Les championnats d'Europe de patinage artistique 1984 ont lieu du 11 au 15 janvier 1984 au Sportcsarnok de Budapest en Hongrie.

## Qualifications
Les patineurs sont éligibles à l'épreuve s'ils représentent une nation européenne membre de l'Union internationale de patinage (International Skating Union en anglais). Les fédérations nationales sélectionnent leurs patineurs en fonction de leurs propres critères.
Sur la base des résultats des championnats d'Europe 1983, l'Union internationale de patinage autorise chaque pays à avoir de une à trois inscriptions par discipline. 

## Podiums
| Épreuves                            | Or                               | Argent                                | Bronze                               |
| ----------------------------------- | -------------------------------- | ------------------------------------- | ------------------------------------ |
| Messieurs résultats détaillés       | Alexandre Fadeïev                | Rudi Cerne                            | Norbert Schramm                      |
| Dames résultats détaillés           | Katarina Witt                    | Manuela Ruben                         | Anna Kondrashova                     |
| Couples résultats détaillés         | Ielena Valova / Oleg Vassiliev   | Sabine Baeß / Tassilo Thierbach       | Birgit Lorenz / Knut Schubert        |
| Danse sur glace résultats détaillés | Jayne Torvill / Christopher Dean | Natalia Bestemianova / Andreï Boukine | Marina Klimova / Sergueï Ponomarenko |

## Tableau des médailles
| Rang  | Nation               | Or | Argent | Bronze | Total |
| ----- | -------------------- | -- | ------ | ------ | ----- |
| 1     | Union soviétique     | 2  | 1      | 2      | 5     |
| 2     | Allemagne de l'Est   | 1  | 1      | 1      | 3     |
| 3     | Royaume-Uni          | 1  | 0      | 0      | 1     |
| 4     | Allemagne de l'Ouest | 0  | 2      | 1      | 3     |
| Total | Total                | 4  | 4      | 4      | 12    |

## Détails des compétitions
Pour la saison 1983/1984, les calculs des points se font selon la méthode suivante :
- chez les Messieurs et les Dames (0.6 point par place pour les figures imposées, 0.4 point par place pour le programme court, 1 point par place pour le programme libre)
- chez les couples artistiques (0.4 point par place pour le programme court, 1 point par place pour le programme libre)
- en danse sur glace (0.6 point par place pour les trois danses imposées, 0.4 point par place pour la danse originale, 1 point par place pour la danse libre)

### Messieurs
| Rang    | Nom                    | Nation               | Points | Fig. impo. | Prog. court | Prog. libre |
| ------- | ---------------------- | -------------------- | ------ | ---------- | ----------- | ----------- |
| 1       | Alexandre Fadeïev      | Union soviétique     |        | 4          | 1           |             |
| 2       | Rudi Cerne             | Allemagne de l'Ouest |        | 3          | 3           |             |
| 3       | Norbert Schramm        | Allemagne de l'Ouest |        | 6          | 2           |             |
| 4       | Jozef Sabovčík         | Tchécoslovaquie      |        | 2          | 5           |             |
| 5       | Heiko Fischer          | Allemagne de l'Ouest |        | 5          | 4           |             |
| 6       | Vladimir Kotin         | Union soviétique     |        | 7          | 7           |             |
| 7       | Vitali Egorov          | Union soviétique     |        | 9          | 12          |             |
| 8       | Grzegorz Filipowski    | Pologne              |        | 8          | 9           |             |
| 9       | Falko Kirsten          | Allemagne de l'Est   |        |            |             |             |
| 10      | Petr Barna             | Tchécoslovaquie      |        |            |             |             |
| 11      | Laurent Depouilly      | France               |        | 10         | 11          |             |
| 12      | Thomas Hlavik          | Autriche             |        |            |             |             |
| 13      | Lars Åkesson           | Suède                |        |            |             |             |
| 14      | Miljan Begović         | Yougoslavie          |        |            |             |             |
| 15      | Paul Robinson          | Royaume-Uni          |        |            |             |             |
| 16      | Oliver Höner           | Suisse               |        |            |             |             |
| 17      | Wojciech Gwinner       | Pologne              |        |            |             |             |
| 18      | András Száraz          | Hongrie              |        |            |             |             |
| 19      | Lars Dresler           | Danemark             |        |            |             |             |
| 20      | Ed van Campen          | Pays-Bas             |        |            |             |             |
| 21      | Fernando Soria         | Espagne              |        |            |             |             |
| Abandon | Jean-Christophe Simond | France               |        | 1          | 6           |             |

### Dames
| Rang    | Nom                | Nation               | Points | Fig. impo. | Prog. court | Prog. libre |
| ------- | ------------------ | -------------------- | ------ | ---------- | ----------- | ----------- |
| 1       | Katarina Witt      | Allemagne de l'Est   |        |            |             |             |
| 2       | Manuela Ruben      | Allemagne de l'Ouest |        |            |             |             |
| 3       | Anna Kondrashova   | Union soviétique     |        |            |             |             |
| 4       | Kira Ivanova       | Union soviétique     |        |            |             |             |
| 5       | Sanda Dubravčić    | Yougoslavie          |        |            |             |             |
| 6       | Sandra Cariboni    | Suisse               |        |            |             |             |
| 7       | Simone Koch        | Allemagne de l'Est   |        |            |             |             |
| 8       | Karin Telser       | Italie               |        |            |             |             |
| 9       | Agnès Gosselin     | France               |        |            |             |             |
| 10      | Cornelia Tesch     | Allemagne de l'Ouest |        |            |             |             |
| 11      | Parthena Sarafidis | Autriche             |        |            |             |             |
| 12      | Karin Hendschke    | Allemagne de l'Est   |        |            |             |             |
| 13      | Katrien Pauwels    | Belgique             |        |            |             |             |
| 14      | Susan Jackson      | Royaume-Uni          |        |            |             |             |
| 15      | Elise Ahonen       | Finlande             |        |            |             |             |
| 16      | Susanna Peltola    | Finlande             |        |            |             |             |
| 17      | Susanne Gschwend   | Autriche             |        |            |             |             |
| 18      | Tamara Téglássy    | Hongrie              |        |            |             |             |
| 19      | Nevenka Lisak      | Yougoslavie          |        |            |             |             |
| 20      | Anette Nygaard     | Danemark             |        |            |             |             |
| 21      | Marta Cierco       | Espagne              |        |            |             |             |
| Abandon | Elena Vodorezova   | Union soviétique     |        | 1          |             |             |

### Couples
| Rang | Nom                                | Nation               | Points | Prog. court | Prog. libre |
| ---- | ---------------------------------- | -------------------- | ------ | ----------- | ----------- |
| 1    | Ielena Valova / Oleg Vassiliev     | Union soviétique     | 1.4    | 1           | 1           |
| 2    | Sabine Baeß / Tassilo Thierbach    | Allemagne de l'Est   | 2.8    | 2           | 2           |
| 3    | Birgit Lorenz / Knut Schubert      | Allemagne de l'Est   | 4.2    | 3           | 3           |
| 4    | Larisa Seleznyova / Oleg Makarov   | Union soviétique     | 5.6    | 4           | 4           |
| 5    | Marina Avstriskaya / Yuri Kvashnin | Union soviétique     | 7.0    | 5           | 5           |
| 6    | Babette Preußler / Tobias Schröter | Allemagne de l'Est   | 8.4    | 6           | 6           |
| 7    | Dagmar Kovarova / Jozef Komar      | Tchécoslovaquie      | 10.2   | 8           | 7           |
| 8    | Claudia Massari / Leonardo Azzola  | Allemagne de l'Ouest | 10.8   | 7           | 8           |
| 9    | Susan Garland / Robert Daw         | Royaume-Uni          | 12.6   | 9           | 9           |
| 10   | Gaby Galambos / Jürg Galambos      | Suisse               | 14.0   | 10          | 10          |
| 11   | Sylvie Vaquero / Didier Manaud     | France               | 15.4   | 11          | 11          |

### Danse sur glace
| Rang | Nom                                     | Nation               | Points | Danses imposées | Danse originale | Danse libre |
| ---- | --------------------------------------- | -------------------- | ------ | --------------- | --------------- | ----------- |
| 1    | Jayne Torvill / Christopher Dean        | Royaume-Uni          |        |                 |                 |             |
| 2    | Natalia Bestemianova / Andreï Boukine   | Union soviétique     |        |                 |                 |             |
| 3    | Marina Klimova / Sergueï Ponomarenko    | Union soviétique     |        |                 |                 |             |
| 4    | Karen Barber / Nicholas Slater          | Royaume-Uni          |        |                 |                 |             |
| 5    | Olga Volozhinskaya / Alexander Svinin   | Union soviétique     |        |                 |                 |             |
| 6    | Petra Born / Rainer Schönborn           | Allemagne de l'Ouest |        |                 |                 |             |
| 7    | Wendy Sessions / Stephen Williams       | Royaume-Uni          |        |                 |                 |             |
| 8    | Nathalie Hervé / Pierre Béchu           | France               |        |                 |                 |             |
| 9    | Jindra Holá / Karol Foltán              | Tchécoslovaquie      |        |                 |                 |             |
| 10   | Isabella Micheli / Roberto Pelizzola    | Italie               |        |                 |                 |             |
| 11   | Marianne van Bommel / Wayne Deweyert    | Pays-Bas             |        |                 |                 |             |
| 12   | Antonia Becherer / Ferdinand Becherer   | Allemagne de l'Ouest |        |                 |                 |             |
| 13   | Graziella Ferpozzi / Marco Ferpozzi     | Suisse               |        |                 |                 |             |
| 14   | Viera Mináríková / Ivan Havránek        | Tchécoslovaquie      |        |                 |                 |             |
| 15   | Gabriella Remport / Sándor Nagy         | Hongrie              |        |                 |                 |             |
| 16   | Kathrin Beck / Christoff Beck           | Autriche             |        |                 |                 |             |
| 17   | Klára Engi / Attila Tóth                | Hongrie              |        |                 |                 |             |
| 18   | Bożena Wierzchowska / Robert Kazanowski | Pologne              |        |                 |                 |             |
| 19   | Sophie Merigot / Philippe Berthe        | France               |        |                 |                 |             |
| 20   | Brunhilde Bianchi / Walter Rizzo        | Italie               |        |                 |                 |             |
| 21   | Christina Boianova / Yavor Ivanov       | Bulgarie             |        |                 |                 |             |